# DiJonai Carrington
DiJonai Carrington (* 8. Januar 1998 in San Diego, Kalifornien) ist eine US-amerikanische Basketballspielerin. Sie spielt seit 2021 in der Women’s National Basketball Association (WNBA) und dabei  ununterbrochen für die Connecticut Sun.

## Karriere
DiJonai Carrington spielte College-Basketball in der NCAA für die Universitäten Stanford und Baylor, bevor sie von den Connecticut Sun im WNBA-Draft 2021 an 20. Stelle ausgewählt wurde. Im Jahr 2024 wurde Carrington in das WNBA-All-Defensive First Team gewählt und als WNBA Most Improved Player ausgezeichnet.